# Arthur F. Burns
Arthur Frank Burns, né le 27 avril 1904 à 26 juin 1987, est un économiste et diplomate américain. Président du Conseil des conseillers économiques sous le président Dwight D. Eisenhower de 1953 à 1956, il est également le premier conseiller du président sous Richard Nixon de janvier à novembre 1969. De 1970 à 1978, il est le 10e président de la Réserve fédérale des États-Unis.
Il a enseigné  à l'université Rutgers, à l'université Columbia et au National Bureau of Economic Research.
Le président Nixon le nomme pour succéder à William McChesney Martin comme président de la Réserve fédérale. Burns est remplacé par G. William Miller à l'expiration de son deuxième mandat. Après avoir quitté la Fed, le président Ronald Reagan le nomme ambassadeur en Allemagne de l'Ouest en 1981, où il reste en fonction jusqu'en 1985.

## Biographie

### Jeunesse et études
Burns est né à Stanislau (aujourd'hui Ivano-Frankivsk), en Pologne autrichienne (Galice), une province de l'empire austro-hongrois, en 1904 de parents juifs polonais, Sarah Juran et Nathan Burnseig. Ces derniers travaillent comme peintres en bâtiment. Arthur Burns est un enfant précoce qui traduit le Talmud en polonais et en russe à l'âge de six ans, et débat du socialisme à neuf ans.
En 1914, il émigre à Bayonne, New Jersey, avec ses parents. Il est diplômé du lycée de Bayonne. Il est admis, à l'âge de 17 ans, à l'université Columbia, et reçoit une bourse offerte par l'université. Pour financer ses études, il travaille comme commis des postes et vendeur de chaussures. Il obtient sa licence et son master (Master of Arts) en 1925. Il fait partie de la fraternité Phi Beta Kappa.

### Parcours académique

#### Université Rutgers
Après l'université, il commence à enseigner l'économie à l'Université Rutgers en 1927, jusqu'en 1944. Burns à travers ses conférences est l'un des deux professeurs, l'autre étant Homer Jones, crédité par Milton Friedman comme une influence clé pour sa décision de devenir économiste. Burns a convaincu Friedman, classe Rutgers de 1932, que l'économie moderne pouvait aider à mettre fin à la Grande Dépression,.
En 1930, il épouse Helen Bernstein, une enseignante.
Burns poursuit des études supérieures à Columbia tout en poursuivant ses cours à Rutgers. En tant que doctorant, il est le protégé de Wesley Clair Mitchell, fondateur et chercheur en chef en économie du National Bureau of Economic Research. En 1933, Burns rejoint le NBER sous la direction de Mitchell et commence une étude permanente des cycles économiques. Il obtient son doctorat en économie de Columbia un an plus tard.
En 1943, il est élu membre de l'American Statistical Association. En 1944, il quitte Rutgers et est directeur de la recherche au NBER en 1945 après la retraite de Mitchell.

#### Université Columbia
En 1945, Burns devient professeur à l'Université de Columbia. En 1959, il reçoit la chaire dotée par John Bates Clark. À Columbia, il bloque l'acceptation de la thèse de Murray Rothbard sur la panique de 1819, alors qu'il connait Rothbard depuis que ce dernier est enfant.

#### Bureau National de la Recherche Economique
À partir de 1933, la partie académique de la carrière de Burns se concentre sur la mesure des cycles économiques, notamment des questions telles que la durée des expansions économiques et quelles variables économiques augmentent pendant les expansions et chutent pendant les récessions. En 1934, Burns écrit Production Trends in the United States Since 1870, sa première publication majeure dans le domaine.
Il collabore avec Wesley Clair Mitchell, dont il est directeur de la recherche de 1945 à 1953. En 1946, Burns et Mitchell publient Measuring Business Cycles, qui présente les méthodes caractéristiques du NBER pour analyser les cycles économiques. Au cours de son mandat, Burns lance la tradition académique de déterminer les récessions, reprise par le comité de datation du cycle économique du NBER. Aujourd'hui, le NBER est toujours considéré comme faisant autorité dans la datation des récessions.
À la fin des années 1940, Burns demande à Milton Friedman, alors professeur à l'Université de Chicago, de rejoindre le NBER en tant que chercheur sur le rôle de l'argent dans le cycle économique. L'analyse macroéconomique détaillée de Burns a influencé l'ouvrage classique de Milton Friedman et Anna Schwartz, A Monetary History of the United States, 1867–1960.

### Parcours professionnel

#### Conseiller du président
Burns est nommé conseiller du président lorsque Richard Nixon prend ses fonctions en 1969. Le poste nouvellement créé a rang au cabinet et est censé être place d'attente jusqu'à ce que Burns puisse être nommé président de la Réserve fédérale. Burns conseille Nixon sur la politique économique pendant son bref passage à la Maison Blanche.
Comme prévu, Burns est nommé pour remplacer William McChesney Martin en tant que président de la Fed en novembre 1969 et démissionne de son poste dans l'administration Nixon.

#### Président de la Réserve fédérale
Burns est président de la Fed de février 1970 à fin janvier 1978. Il a la réputation d'avoir été trop influencé par la pression politique dans ses décisions de politique monétaire pendant son mandat de président et de soutenir la politique, largement acceptée dans les cercles politiques et économiques à l'époque, selon laquelle l'action de la Fed devrait essayer de maintenir un taux de chômage d'environ 4 %,.
Alors que le vice-président Richard Nixon est candidat à la présidence en 1959-1960, la Fed - sous le président nommé par Truman, William McChesney Martin - entreprend un resserrement monétaire, augmentant le coût d'emprunt et se traduisant par une récession en avril 1960. Dans son livre Six Crises, Nixon attribue plus tard sa défaite en 1960 en partie à la politique de la Fed et au resserrement des conditions de crédit et à la lenteur de la croissance qui en résultent. Après avoir finalement remporté l'élection présidentielle de 1968, Nixon nomme Burns à la présidence de la Fed en 1970 avec des instructions pour assurer un accès facile au crédit lorsque Nixon se présente pour sa réélection en 1972.
Plus tard, lorsque Burns résiste, une campagne de presse négative à son sujet est lancée dans les journaux et, sous la menace d'une législation visant à diluer l'influence de la Fed, Burns et d'autres gouverneurs abandonnent,. La relation de Burns avec Nixon est souvent difficile.
Il y a une inflation importante au cours de cette période, que Nixon tente de gérer par le contrôle des salaires et des prix tandis que la Fed sous Burns augmente la masse monétaire. Bien que Burns se soit opposé à la décision de Nixon de supprimer la conversion-or, il assure le président de son soutien au nouveau programme, malgré ses réserves concernant la suspension de l'or. Après les élections de 1972, en partie à cause des chocs pétroliers de la crise pétrolière de 1973, le contrôle des prix donne moins de résultats et en 1974, le taux d'inflation est de 12,3 %.
Pendant le mandat de Burns, le taux de variation de l'indice des prix à la consommation passe de 6 %/an au début de 1970 à plus de 12 %/an à la fin de 1974 après l'embargo arabe sur le pétrole, et chute finalement à moins de 7 %/an de 1976 à la fin de son mandat en janvier 1978, avec un taux annuel moyen d'inflation des prix à la consommation d'environ 9 % pendant son mandat. Il connait plusieurs événements économiques négatifs comme les multiples chocs pétroliers (1973 et 1979) et de lourds déficits gouvernementaux résultant en partie de la guerre du Vietnam et des programmes gouvernementaux de la Grande Société.
Lors de l'effraction du Watergate en 1972, les cambrioleurs sont retrouvés porteurs de 6300 $ en billets de 100 $ numérotés séquentiellement. La Fed ment au journaliste Bob Woodward quant à la source des sommes. Burns bloque les enquêtes du Congrès à leur sujet et émet une directive à tous les bureaux de la Fed interdisant toute discussion sur le sujet.
En 1976, Burns reçoit le prix du sénateur américain John Heinz pour le meilleur service public par un fonctionnaire élu ou nommé, un prix décerné chaque année par les Jefferson Awards.

#### Institut américain de l'entreprise
William Baroody, alors président de l'American Enterprise Institute, amène Burns au groupe de réflexion économique en 1978 après que Burns ait quitté son poste à la Réserve fédérale. De l'AEI, Burns continue d'influencer les politiques publiques.

#### Ambassadeur en Allemagne de l'Ouest
Arthur Burns est nommé ambassadeur des États-Unis en Allemagne de l'Ouest par le président Ronald Reagan. Il sert à Bonn de juin 1981 à mai 1985.
Il est décédé le 26 juin 1987 à l'Hôpital Johns-Hopkins de Baltimore, Maryland.

## Œuvres
- Burns, Arthur Frank; Mitchell, Wesley C., Measuring Business Cycles, National Bureau of Economic Research (Studies in Business Cycles), 1946
- Burns, Arthur Frank, Wesley Clair Mitchell: The Economic Scientist. New York : Bureau national de recherche économique, 1952
- Burns, Arthur Frank, The Frontiers of Economic Knowledge : Essais, Princeton University Press, 1954. Tiré d'une publication du National Bureau of Economic Research.
- Burns, Arthur Frank, Prosperity Without Inflation, Buffalo, Smith, Keynes & Marshall ; distribué par Doubleday, Garden City, NY, 1958
- Burns, Arthur Frank, et al., The Anguish of Central Banking, Fondation Per Jacobsson, 1979